# Крістіан Зоннтаг
Крістіан Зоннтаг (нім. Christian Sonntag; 27 вересня 1910, Прессіг, Німецька імперія — 3 квітня 1945, Ле-Вердон-сюр-Мер, Франція) — німецький офіцер, оберст вермахту. Кавалер Лицарського хреста Залізного хреста з дубовим листям.

## Біографія
4 квітня 1929 року вступив на службу в баварську земельну поліцію. 15 жовтня 1935 року перейшов у вермахт. З 3 листопада 1938 року служив у 127-му прикордонному піхотному полку. Учасник Французької кампанії. З листопада 1940 року — командир роти 256-го піхотного полку 112-ї піхотної дивізії, з якою взяв участь у Німецько-радянській війні. З початку 1943 року — командир 1-го батальйону свого полку. Відзначився у боях під Орлом. Під час боїв у Черкаському котлі 12 лютого 1944 року прийняв командування 255-ю дивізійною групою. З 1 квітня 1944 року — командир 248-го гренадерського полку, на чолі якого відзначився у боях за мостові укріплення біля Баранова, де був важко поранений. З 15 листопада 1944 року — командир морської фортеці Ле-Вердон. Загинув у бою.

## Звання
- Лейтенант (1 листопада 1939)
- Гауптман (1 лютого 1942)
- Майор (1 січня 1943)
- Оберстлейтенант (1 квітня 1944)
- Оберст (1 листопада 1944)

## Нагороди
- Медаль «За вислугу років у Вермахті» 4-го класу (4 роки)
- Залізний хрест
  - 2-го класу (29 червня 1940)
  - 1-го класу (14 вересня 1941)
- Німецький хрест в золоті (25 березня 1942)
- Медаль «За зимову кампанію на Сході 1941/42»
- Лицарський хрест Залізного хреста з дубовим листям
  - лицарський хрест (12 лютого 1944)
  - дубове листя (№573; 5 вересня 1944)
- Відзначений у Вермахтберіхт (11 серпня 1944)
- Нагрудний знак ближнього бою в бронзі